# Dautphe (Fluss)
Die Dautphe ist ein fast 9 Kilometer langer, rechter Nebenfluss der Lahn im westlichen Mittelhessen. Sie verläuft ganz in der Gemarkung der Gemeinde Dautphetal, die nach ihr benannt ist.
Das Tal der Dautphe unterhalb des Quellverlaufes ist ein Nebental der Lahn und Teil des Naturraumes Oberes Lahntal.

## Name
Der Fluss wird im 13. Jahrhundert erstmals als Dudefe schriftlich erwähnt. Der Ort Dautphe taucht in den Urkunden schon im 8. Jahrhundert als Dudafhero marca bzw. Dutoffahe auf. Beim Grundwort handelt es sich um das Hydronym -affa. Beim Bestimmungswort Dūd- handelt es sich wohl um ein Sumpfgewächs, das sprachlich mit dem ahd. tutil- 'Rohrkolben', dänisch dude 'Taumellolch' und engl. dodder 'Zittergras' verwandt ist.

## Geographie

### Verlauf

#### Oberlauf
Die Dautphe entspringt im Norden des Gladenbacher Berglandes, im Nordosten der sogenannten Bottenhorner Hochflächen, die dessen Höhenschwerpunkt bilden.
Die beiden Quellbäche, von denen der westliche der nominelle ist, entspringen südlich von Holzhausen an der Nordwestflanke des 552 m hohen Daubhaus im sogenannten Herrwald. Beide fließen in nordöstliche bis nördliche Richtung und vereinigen sich südlich von Holzhausen und westlich des für diesen Ort namensgebenden, 504 m hohen Hünstein.
In Holzhausen nimmt die Dautphe von links zwei weitere quellnahe Bäche auf, von denen der erste von der Südwestflanke des 520 m hohen Hilsberges und der zweite vom sich nordnordwestlich anschließenden, gut 540 m hohen Schlossberg kommt. Beide Bäche vereinigen sich bereits unmittelbar vor ihrer Mündung zum Weinbach. Weitere Nebenflüsse fließen von beiden Seiten hinzu.

#### Mittellauf längs der B 453
Bei Amelose, wo die Trasse der fortan flussbegleitenden B 453 erreicht wird, mündet von rechts der unmittelbar zuvor linksseitig vom Kellerbach gespeiste Kaltenbach aus Richtung Herzhausen. Diese Flüsse kommen, wie auch alle anderen rechtsseitigen Nebenflüsse unterhalb Holzhausens, von den sogenannten Damshäuser Kuppen, die sich östlich ans Dautphetal anschließen.
In Mornshausen nimmt die Dautphe den von links zufließenden Bolzebach auf, dessen Quelle am Sattel zwischen dem markanten, 520 m hohen Bolzeberg und den sich nördlich anschließenden, bis 498 m hohen Eisenköpfen liegt. Nördlich dieser Berge flacht das Land ab und die Hochflächen gehen über in den Breidenbacher Grund, in welchem auch der zweite in Mornshausen mündende Fluss, der von Silberg (Quellbach Schwindelbach) und Hommertshausen kommende Fortbach, seine Quellen hat.

#### Unterlauf
Etwas weiter nördlich wendet sich der Lauf der Dautphe von Norden nach Nordosten. Der von Ausläufern des Schwarzenberges kommende Lautzebach mündet von links, nachdem er unmittelbar zuvor den Gemeindesitz Dautphe südwestlich eingerahmt hat.
Nachdem in Friedensdorf von rechts der vom Nordhang der 465 m hohen Eichelhardt kommende Belzerbach gemündet ist, fließt die Dautphe nördlich dieses Ortes von rechts in die Lahn.
Der etwa 8,8 km lange Lauf der Dautphe endet ungefähr 248 Höhenmeter unterhalb ihrer Quelle, sie hat somit ein mittleres Sohlgefälle von circa  28 ‰.

### Einzugsgebiet
Das 41,84 km² große Einzugsgebiet der Dautphe liegt im Gladenbacher Bergland und wird über die Lahn und den Rhein zur Nordsee entwässert.
Es grenzt
- im Nordosten an das der beiden kleinen Lahnzuflüsse Wolsbach und Stegebach
- im Osten an das der Ohe, einem Zufluss der Allna
- im Südosten an das der Allnazuflüsse Irrbach und Lanzenbach
- im Süden an das des Allnazuflusses Langenbachs und das der Allna selbst, die in die Lahn mündet, sowie an das des Lichthardt-Grabens, einem Zufluss des Römershäuser Bachs, der über die Salzböde in die Lahn entwässert
- im Südwesten an das des Hausebachs, einem Zufluss der Perf
- im Westen an das der Perf selbst, die in die Lahn mündet
- und im Norden an das des Lahnzuflusses Martinsbach.

### Nebenflüsse
Folgende Nebenflüsse fließen der Dautphe zu:
| Name                      | Zufluss- seite | Länge [km] | Einzugs- gebiet [km²] | Mündungs- höhe [m. ü. NN] | Mündungs- ort          | Quell- Naturraum         | DGKZ      |
| ------------------------- | -------------- | ---------- | --------------------- | ------------------------- | ---------------------- | ------------------------ | --------- |
| Weinbach                  | links          | 1,5        |                       | 330                       | Holzhausen             | Bottenhorner Hochflächen | 25816-14  |
| Großer Seifen             | links          | 0,8        |                       | 302                       | Auf der Mühle          | Bottenhorner Hochflächen | 25816-312 |
| Ribach (Folkerbach)       | rechts         | 2,2        |                       | 302                       | Auf der Mühle          | Bottenhorner Hochflächen | 25816-314 |
| Kornbach                  | links          | 1,5        |                       | 300                       |                        | Bottenhorner Hochflächen | 25816-316 |
| Herzhäuserbach (Weinbach) | rechts         | 2,6        |                       | 298                       |                        | Damshäuser Kuppen        | 25816-318 |
| Kaltenbach (Kellerbach)   | rechts         | 3,4        | 5,216                 | 279                       | Amelose                | Damshäuser Kuppen        | 25816-4   |
| Bolzebach                 | links          | 4,4        | 5,21                  | 267                       | Mornshausen            | Bottenhorner Hochflächen | 25816-6   |
| Fortbach                  | links          | 4,8        |                       | 270                       | Mornshausen            | Breidenbacher Grund      | 25816-72  |
| Lautzebach                | links          | 4,3        | 6,432                 | 255                       | südlich Dautphes       | Breidenbacher Grund      | 25816-8   |
| Winterbach                | rechts         | 1,0        |                       | 255                       | oberhalb Friedensdorfs | Damshäuser Kuppen        | 25816-92  |
| Belzerbach                | rechts         | 1,8        |                       | 250                       | Friedensdorf           | Damshäuser Kuppen        | 25816-94  |

## Eckdaten
Die Dautphe ist ein Fließgewässer III. Ordnung. Von der Höhe des Quellgebietes (493 m) bis zur Mündung in die Lahn (245 m) lässt sie einen Weg von 8,8 km und einen Höhenunterschied von 248 m hinter sich. Das entspricht einem durchschnittlichen Gefälle von 2,8 %.
Bei einem Einzugsgebiet von etwa 42 km² kommt die Dautphe auf einen Abfluss (MQ) von über 530 l/s und führt damit fast so viel Wasser wie die von der Quelle her benachbarte, jedoch nach Südosten abfließende Allna (665 l/s), die über ein mehr als doppelt so großes Einzugsgebiet (92 km²) verfügt.
In noch größerer Nähe zur Dautphequelle als jene der Allna liegt die des Perf-Nebenflusses Hausebach.

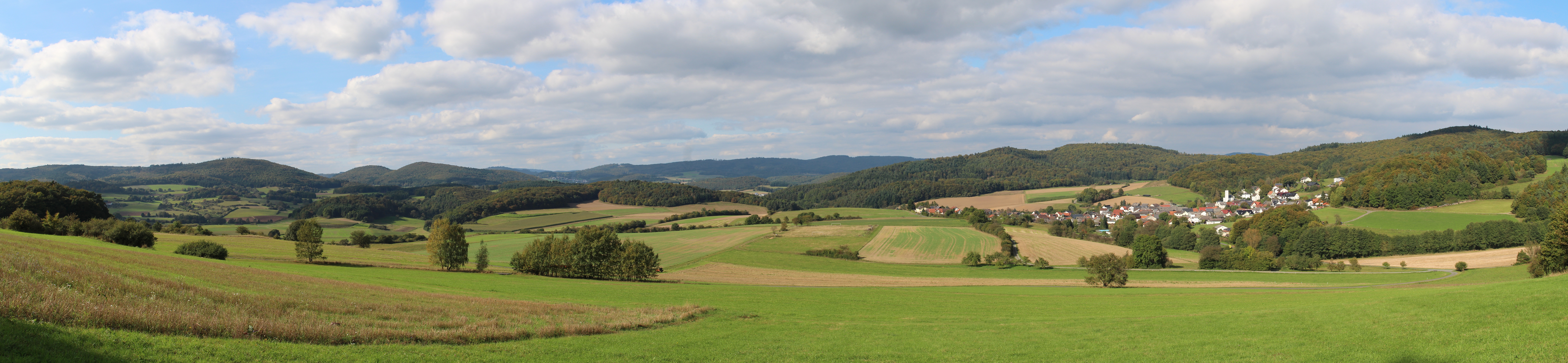
Das Tal der Dautphe. Standort südlich Herzhausen (rechts im Bild). Die Quellen liegen westlich außerhalb des Bilds.